# Suhoverca, Cozmeni
Suhoverca sau Suveica (în perioada 1942–1944), (în ucraineană Суховерхів, transliterat Suhoverhiv și în germană Suchowerchow) este un sat reședință de comună în raionul Cozmeni din regiunea Cernăuți (Ucraina). Are 1,881 locuitori, preponderent ucraineni (ruteni).
Satul este situat pe malul râului Sovița, în partea de centru-est a raionului Cozmeni, la o distanță de 3 km de orașul Cozmeni.

## Istorie
Localitatea Suhoverca a făcut parte încă de la înființare din regiunea istorică Bucovina a Principatului Moldovei. Prima atestare documentară a localității datează din 6 iulie 1413. După anexarea Bucovinei de către Imperiul Habsburgic în anul 1775, localitatea Suhoverca a făcut parte din Ducatul Bucovinei, guvernat de către austrieci, făcând parte din districtul Cozmeni (în germană Kotzmann). 
După Unirea Bucovinei cu România la 28 noiembrie 1918, satul Suhoverca a făcut parte din componența României, în Plasa Șipenițului a județului Cernăuți. Pe atunci, majoritatea populației era formată din ucraineni.
Ca urmare a Pactului Ribbentrop-Molotov (1939), Bucovina de Nord a fost anexată de către URSS la 28 iunie 1940, reintrând în componența României în perioada 1941-1944. Apoi, Bucovina de Nord a fost reocupată de către URSS în anul 1944 și integrată în componența RSS Ucrainene. 
Începând din anul 1991, satul Suhoverca face parte din raionul Cozmeni al regiunii Cernăuți din cadrul Ucrainei independente. Conform recensământului din 1989, numărul locuitorilor care s-au declarat români plus moldoveni era de 6 (5+1), reprezentând 0,3% din populația comunei . În prezent, satul are 1.881 locuitori, preponderent ucraineni.

## Demografie
Componența lingvistică a comunei Suhoverca
     Ucraineană (99,47%)
     Alte limbi (0,53%)
Conform recensământului din 2001, majoritatea populației comunei Suhoverca era vorbitoare de ucraineană (99,47%), existând în minoritate și vorbitori de alte limbi.
1930: 2.013 (recensământ)
1989: 2.026 (recensământ)
2007: 1.881 (estimare)

### Recensământul din 1930
Componența etnică a comunei Suhoverca (județul Cernăuți)
     Ruteni (96,47%)
     Evrei (2,28%)
     Altă etnie (1,25%)
Componența confesională a comunei Suhoverca
     Ortodocși (96,47%)
     Mozaici (2,33%)
     Altă religie (1,2%)
Conform recensământului efectuat în 1930, populația comunei Suhoverca se ridica la 2.013 locuitori. Majoritatea locuitorilor erau ruteni (96,47%), cu o minoritate de evrei (2,28%). Alte persoane s-au declarat: români (7 persoane), polonezi (11 persoane) și germani (7 persoane). Din punct de vedere confesional, majoritatea locuitorilor erau ortodocși (96,47%), dar existau și mozaici (2,33%). Alte persoane au declarat: greco-catolici (7 persoane), romano-catolici (13 persoane) și evanghelici\luterani (4 persoane).